# Clapier (pierrier)
Pour l’article homonyme, voir Clapier.

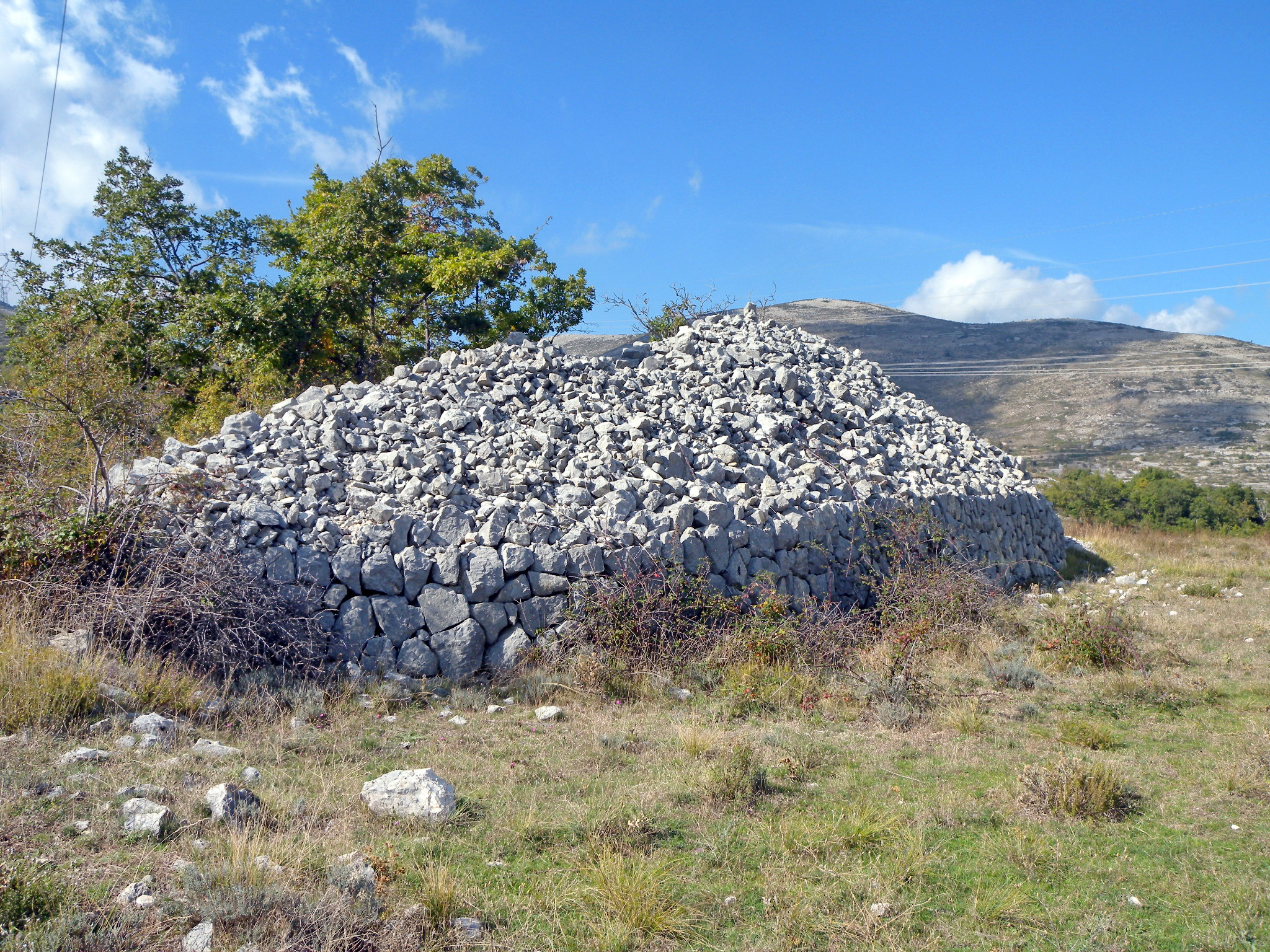
Ancien clapier agricole parementé à Cipières (Alpes-Maritimes). Les pierres proviennent du défonçage du sol rocheux en vue de la création d'une parcelle cultivée.

Un clapier est un amas de pierres regroupées à dessein par l'Homme pour dégager un champ des roches les plus massives qui nuisent à ses qualités agricoles. 
Il est dénommé digue de roches au Québec.